# 1991 PL8
1991 PL8 är en asteroid i huvudbältet som upptäcktes den 5 augusti 1991 av den amerikanske astronomen Henry E. Holt vid Palomarobservatoriet.
Asteroiden har en diameter på ungefär 8 kilometer och den tillhör asteroidgruppen Themis.